# João Braz de Aviz
João Braz de Aviz (Mafra, 24. travnja 1947.) brazilski je prelat Katoličke Crkve. Službu prefekta Kongregacije za ustanove posvećenog života i družbe apostolskog života obnašao je od 2011. do 2025. godine.
Papa Benedikt XVI. imenovao ga je kardinalom 18. veljače 2012. s činom kardinala-đakona crkve Sant'Elena fuori Porta Prenestina. Dana 21. travnja 2012. imenovan je članom Kongregacije za kler i Kongregacije za katolički odgoj. U proljeće 2013., u vrijeme konklave na kojoj je izabran papa Franjo, spominjao se kao mogući kandidat za izbor za papu.